# Polnische Poolbillard-Meisterschaft 2005
Die polnische Poolbillard-Meisterschaft 2005 war die 14. Austragung der nationalen Meisterschaft in der Billardvariante Poolbillard. Sie fand vom 15. bis 19. Dezember 2005 in Łańcut statt. Ausgespielt wurden die Disziplinen 8-Ball, 9-Ball und 14/1 endlos.

## Medaillengewinner
| Disziplin            | Gold                              | Silber                                  | Bronze                                  | Bronze                            |
| -------------------- | --------------------------------- | --------------------------------------- | --------------------------------------- | --------------------------------- |
| Herren – 8-Ball      | Tomasz Kapłan (Ósemka Rzeszów)    | Mariusz Roter (Contact Kielce)          | Radosław Babica (Contact Kielce)        | Mateusz Śniegocki (Hades Poznań)  |
| Herren – 9-Ball      | Mateusz Śniegocki (Hades Poznań)  | Michał Lichodziejewski (Baribal Lubin)  | Karol Skowerski (Contact Kielce)        | Marek Derek (Wodny Park Warszawa) |
| Herren – 14/1 endlos | Tomasz Kapłan (Ósemka Rzeszów)    | Hubert Łopotko (Contact Kielce)         | Mariusz Roter (Contact Kielce)          | Adam Ewald (Trefl Sopot)          |
| Damen – 8-Ball       | Karolina Stawarz (Ósemka Rzeszów) | Maria Nielubowicz (Wodny Park Warszawa) | Magdalena Tatarkiewicz (VIP Gliwice)    | Izabela Łącka (Falcon Sosnowiec)  |
| Damen – 9-Ball       | Ewa Grzyb (IKS Tarnów)            | Maria Nielubowicz (Wodny Park Warszawa) | Agata Sokołowska (Contact Kielce)       | Izabela Łącka (Falcon Sosnowiec)  |
| Damen – 14/1 endlos  | Ewa Grzyb (IKS Tarnów)            | Karolina Stawarz (Ósemka Rzeszów)       | Maria Nielubowicz (Wodny Park Warszawa) | Agata Sokołowska (Contact Kielce) |